# Wybrzeże wyrównane
Wybrzeże wyrównane (wyrównane prostopadłe) – wybrzeże składające się z odcinków niszczonych i narastających, wskutek czego zmniejsza się równocześnie linia brzegowa. Podmywane są wystające odcinki wybrzeża, zamykane lub odcinane – zatoki. Dzięki tym procesom wybrzeże osiąga prawie prostolinijny zarys, np.: wybrzeże we Francji nad Zatoką Biskajską, południowe wybrzeże Półwyspu Iberyjskiego, wybrzeże Morza Liguryjskiego.